# Aditya Chopra
Aditya Chopra (Bombai, 21 de maig de 1971) és un director, guionista i productor de cinema indi. És molt conegut per les seves tres úniques realitzacions (fins al 2011), Dilwale Dulhania Le Jayenge (1995), Mohabbatein (2000) i Rab Ne Bana Di Jodi (2008), que han obtingut un enorme èxit, així com per haver participat, com a guionista i/o productor, en altres pel·lícules que també han funcionat molt bé com Hum Tum (2004), Veer-Zaara (2004), Bunty Aur Babli (2005), Fanaa (2006), Dhoom 2 (2006) i Chak De! India (2007). És fill de Yash Chopra, un dels directors i productors més influents de Bollywood, i germà de l'actor Uday Chopra.

## Filmografia

### Director
- 1995: Dilwale Dulhania Le Jayenge amb Shahrukh Khan, Kajol, Amrish Puri i Anupam Kher - director i guionista
- 2000: Mohabbatein amb Amitabh Bachchan, Shahrukh Khan i Aishwarya Rai - director i guionista
- 2008: Rab Ne Bana Di Jodi amb Shahrukh Khan i Anushka Sharma - director, productor i guionista

### Guionista i/o producror
- 1989: Chandni de Yash Chopra - assistent de Yash Chopra
- 1992: Parampara de Yash Chopra - guionista
- 1997: Dil To Pagal Hai de Yash Chopra - guionista i coproductor
- 2002: Mere Yaar Ki Shaadi Hai de Sanjay Gadhvi - coproductor
- 2002: Mujhse Dosti Karoge! de Kunal Kohli - guionista i coproductor
- 2004: Dhoom de Sanjay Gadhvi - productor
- 2004: Hum Tum de Kunal Kohli - coproductor
- 2004: Veer-Zaara de Yash Chopra - guionista i productor
- 2005: Bunty Aur Babli de Shaad Ali - guionista i productor
- 2005: Neal'N'Nikki d'Arjun Sablok - productor
- 2005: Salaam Namaste de Siddharth Anand - productor
- 2006: Dhoom 2 de Sanjay Gadhvi - guionista i productor
- 2006: Fanaa de Kunal Kohli - productor
- 2006: Kabul Express de Kabir Khan - productor
- 2007: Aaja Nachle d'Anil Mehta - productor
- 2007: Chak De ! India de Shimit Amin - productor
- 2007: Jhoom Barabar Jhoom de Shaad Ali - productor
- 2007: Laaga Chunari Mein Daag de Pradeep Sarkar - guionista i productor
- 2007: Ta Ra Rum Pum de Siddharth Anand - productor
- 2008: Bachna Ae Haseeno de Siddharth Anand - productor
- 2008: Roadside Romeo de Jugal Hansraj - productor
- 2008: Tashan de Vijay Krishna Acharya - productor
- 2008: Thoda Pyaar Thoda Magic de Kunal Kohli - productor
- 2009: Dil Bole Hadippa! de Anurag Singh - productor
- 2009: New York de Kabir Khan - productor
- 2009: Rocket Singh: Salesman of the Year de Shimit Amin - productor
- 2010: Badmaa$h Company de Parmeet Sethi - productor
- 2010: Band Baaja Baaraat de Maneesh Sharma - productor
- 2010: Lafangey Parindey de Pradeep Sarkar - productor
- 2010: Pyaar Impossible! de Jugal Hansraj - productor
- 2011: Ladies vs Ricky Bahl de Maneesh Sharma - productor
- 2011: Mere Brother Ki Dulhan d'Ali Abbas Zafar - productor
- 2012: Jab Tak Hai Jaan de Yash Chopra - guionista i productor

## Premis
- Filmfare Awards
  - 2008: Premi de la crítica a la millor pel·lícula: Aditya Chopra (productor) per Chak De ! India
  - 2005: Millor història original i millors diàlegs per Veer-Zaara
  - 1998: Millors diàlegs per Dil to Pagal Hai
  - 1996: Millor director per Dilwale Dulhania Le Jayenge
- IIFA Awards
  - 2008: Premi de la crítica a la millor pel·lícula: Aditya Chopra (productor) per Chak De ! India
  - 2001: Millor història original per Mohabbatein
- Screen Weekly Awards
  - 2005: Screen Weekly Awards: Millor història original i millors diàlegs per Veer-Zaara
  - 1996: Screen Weekly Awards: Millor director per Dilwale Dulhania Le Jayenge[1]